# Chamesol
Chamesol ist eine französische Gemeinde mit 386 Einwohnern (Stand: 1. Januar 2022) im Département Doubs in der Region Bourgogne-Franche-Comté.

## Geographie
Chamesol liegt auf 659 m, vier Kilometer nordöstlich von Saint-Hippolyte und etwa 18 Kilometer südlich der Stadt Montbéliard (Luftlinie). Das Dorf erstreckt sich im Jura, auf dem Hochplateau des Lomont am Südfuß der Höhe des Fort du Lomont, nördlich des tief eingeschnittenen Doubstals, nahe der Grenze zur Schweiz. Das Gemeindegebiet gehört zum Regionalen Naturpark Doubs-Horloger.
Die Fläche des 10,21 km² großen Gemeindegebiets umfasst einen Abschnitt des französischen Juras. Der Hauptteil des Gebietes wird vom Hochplateau des Lomont eingenommen, das durchschnittlich auf 650 m liegt. Es ist vorwiegend mit Wiesland bestanden, zeigt aber auch einige größere Waldflächen (La Forêt). Das Plateau besitzt keine oberirdischen Fließgewässer, weil das Niederschlagswasser im verkarsteten Untergrund versickert. Die Anhöhen von Petit Mont (703 m) und Les Baraques (716 m) fallen nach Süden steil zum rund 300 m tiefer gelegenen Doubs ab, wobei die Gemeindegrenze meist oberhalb des von einem Felsband gekrönten Steilhanges verläuft. Nur mit einem schmalen Zipfel reicht der Gemeindeboden im Bereich der Grotte des Château de la Roche bis fast an den Doubs hinunter.
Nach Norden erstreckt sich das Gemeindeareal über den Hang von Chamesol bis auf die Höhe der Lomontkette. Diese Kette bildet in geologisch-tektonischer Hinsicht eine Antiklinale des Faltenjuras, die sich in West-Ost-Richtung ausdehnt. Mit 842 m wird im Bereich des Fort du Lomont die höchste Erhebung von Chamesol erreicht.
Zu Chamesol gehören der Weiler Journal (691 m) am westlichen Ortsrand sowie verschiedene Einzelhöfe. Nachbargemeinden von Chamesol sind Pierrefontaine-lès-Blamont und Villars-lès-Blamont im Norden, Montjoie-le-Château und Soulce-Cernay im Osten, Saint-Hippolyte im Süden sowie Montécheroux im Westen.

## Geschichte
Die Grotte du Château de la Roche (dt. Steinschloss) in der Wand am oberen Talrand ist nicht zu übersehen. Die frühesten Funde stammen aus der Hallstattzeit. Später wurde der Ort zu einer Höhlenburg ausgebaut. Vom ehemaligen Château de la Roche sind nur noch wenige Mauerreste sichtbar.
Erstmals urkundlich erwähnt wird Chamesol im Jahr 1239 unter dem Namen Chalnisso. Später folgten die Bezeichnungen Chamesoz und Chamessol (14. und 15. Jahrhundert). Der Ortsname bedeutet so viel wie Sonnenfelder (Champs du Soleil). Bereits im 10. Jahrhundert wurde eine große Höhle in der Felswand über dem Doubstal befestigt und in der Folgezeit zur Burg Château de La Roche ausgebaut. Die Herrschaft gehörte einer Seitenlinie der Grafen von Montbéliard. Um 1600 wurde die zunächst kleine Herrschaft, zu der auch Chamesol gehörte, mit Saint-Hippolyte vereinigt und zur Grafschaft La Roche-Saint-Hippolyte erhoben. Zusammen mit der Franche-Comté gelangte Chamesol mit dem Frieden von Nimwegen 1678 an Frankreich. Im Jahr 1757 geriet die Herrschaft La Roche in Abhängigkeit von den Grafen von Montjoie, bei denen sie bis zur Französischen Revolution verblieb. Von 1875 bis 1879 wurde auf der Höhe oberhalb von Chamesol das Fort du Lomont erbaut, eine ausgedehnte Befestigungsanlage, die von 1935 bis 1939 als Mobilisierungszentrum für die Region diente. Im Jahr 1939 wurde die Festung von deutschen Truppen eingenommen und blieb bis 1945 in deren Händen.

## Sehenswürdigkeiten
Die Dorfkirche Saint-Ermenfroi wurde im Jahr 1781 an der Stelle eines mittelalterlichen Vorgängerbaus errichtet. Im Ortskern sind verschiedene Bauernhäuser aus dem 17. bis 19. Jahrhundert im traditionellen Stil der Franche-Comté erhalten.

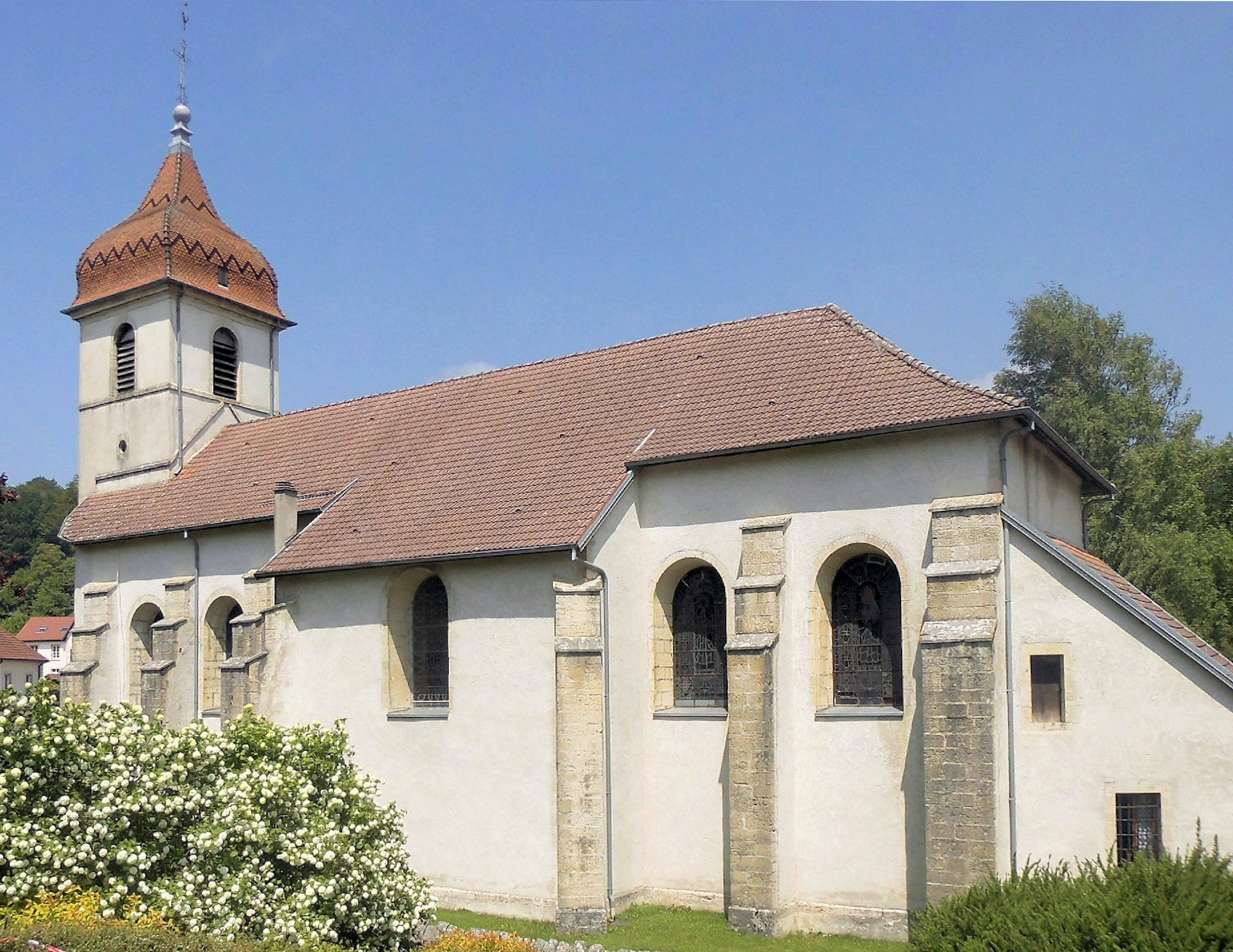
Kirche Saint-Ermenfroi
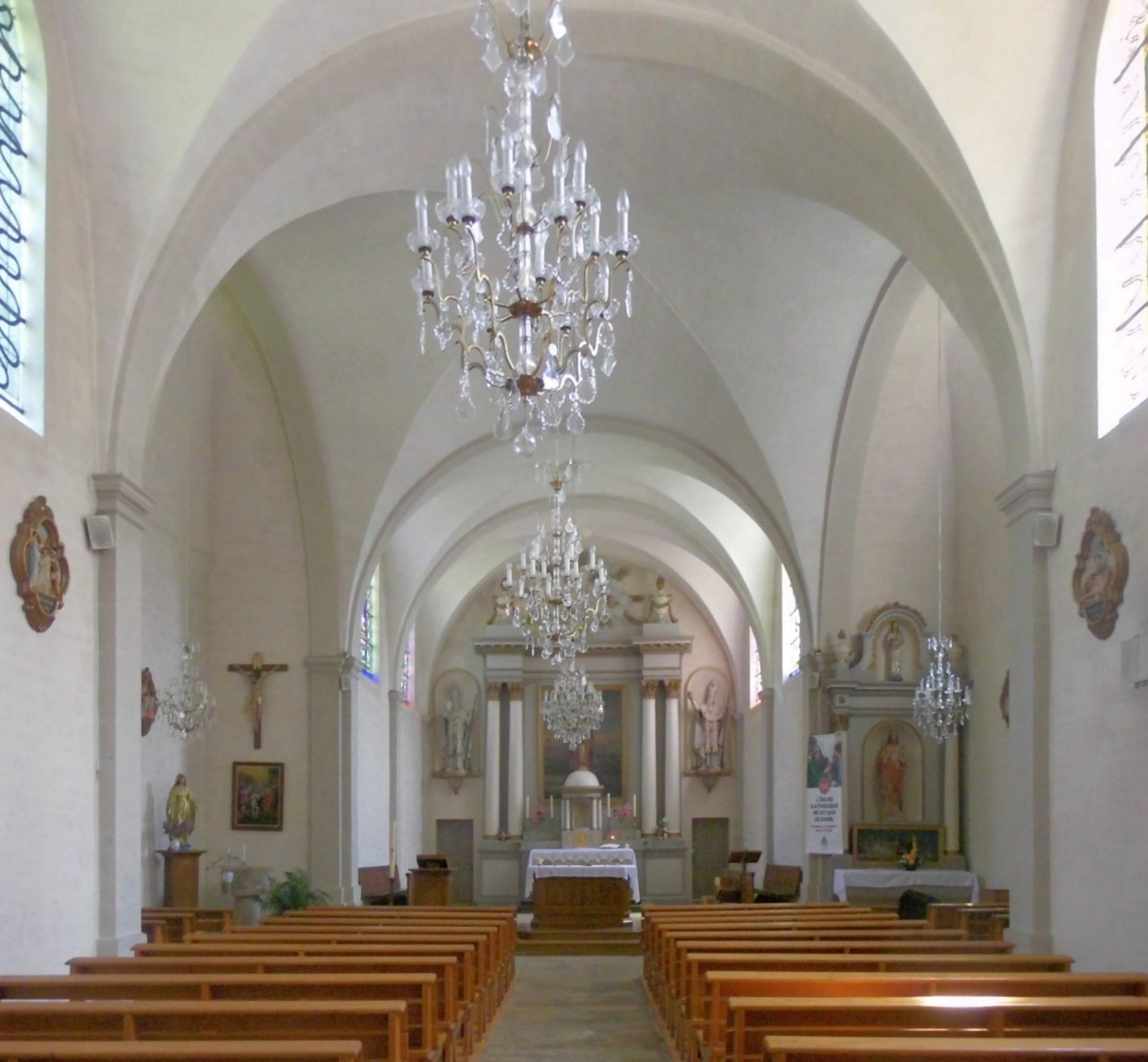
Innenansicht der Kirche Saint-Ermenfroi
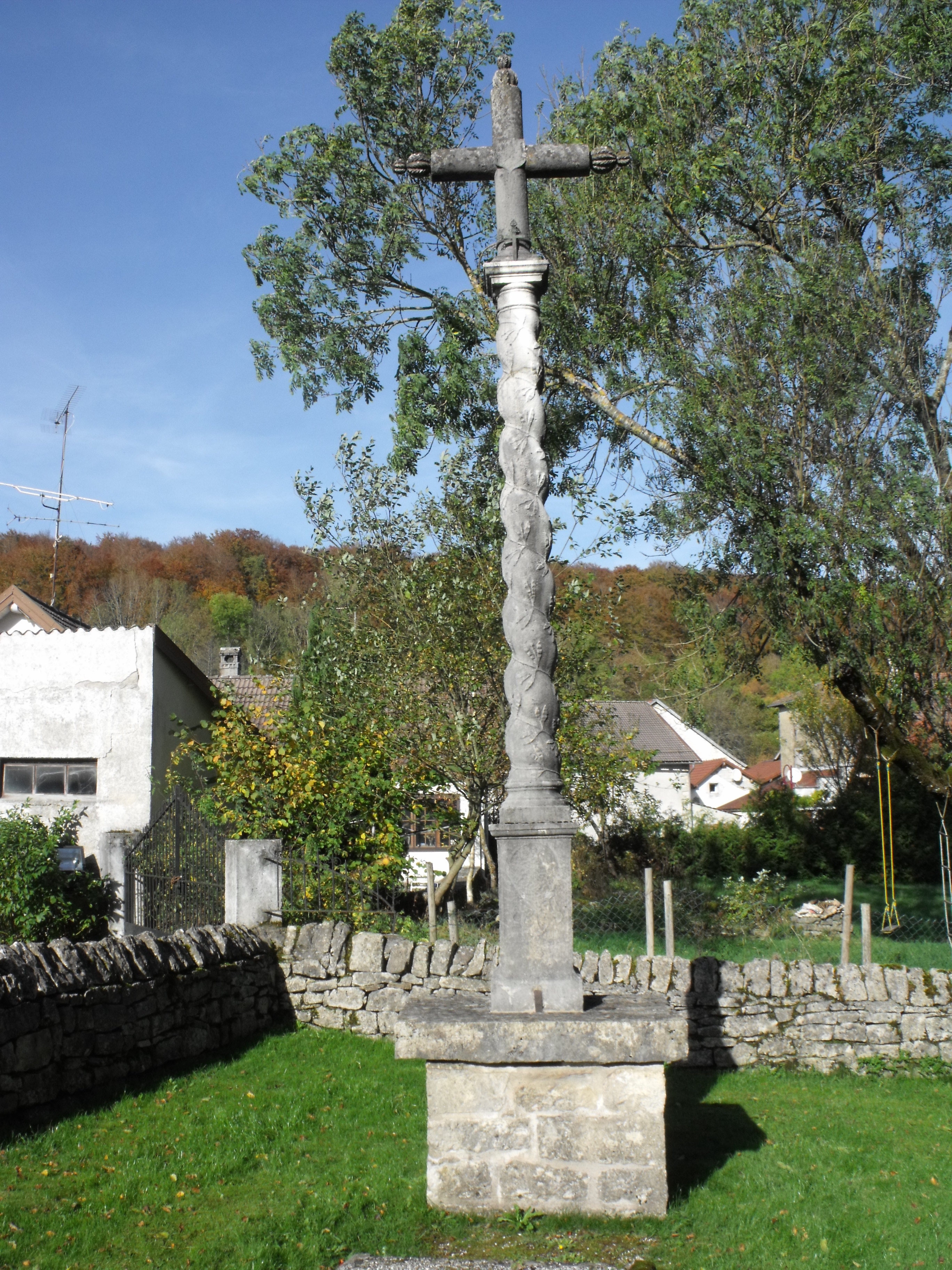
Friedhofskreuz, Monument historique
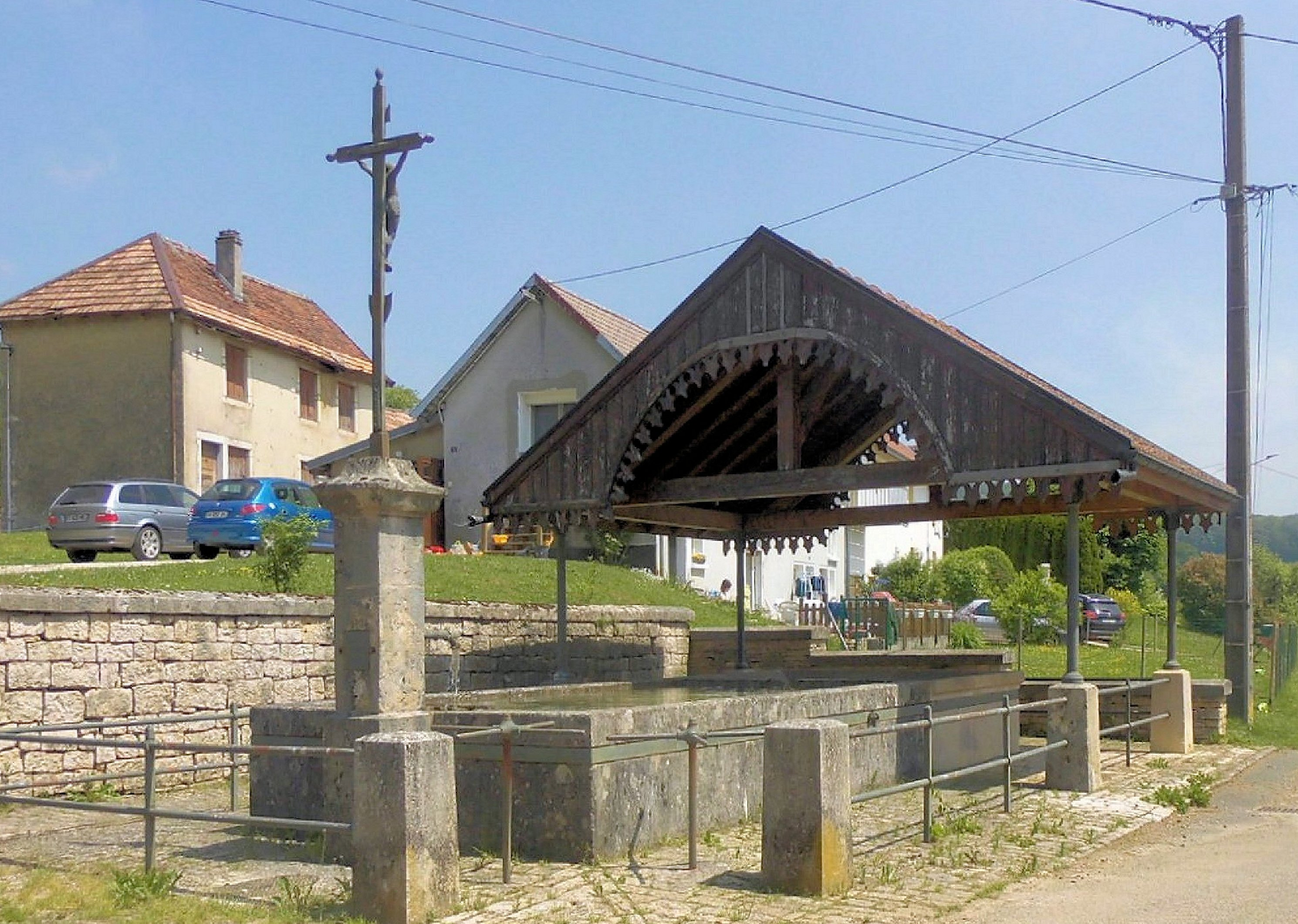
Lavoir in der Rue de la caserne
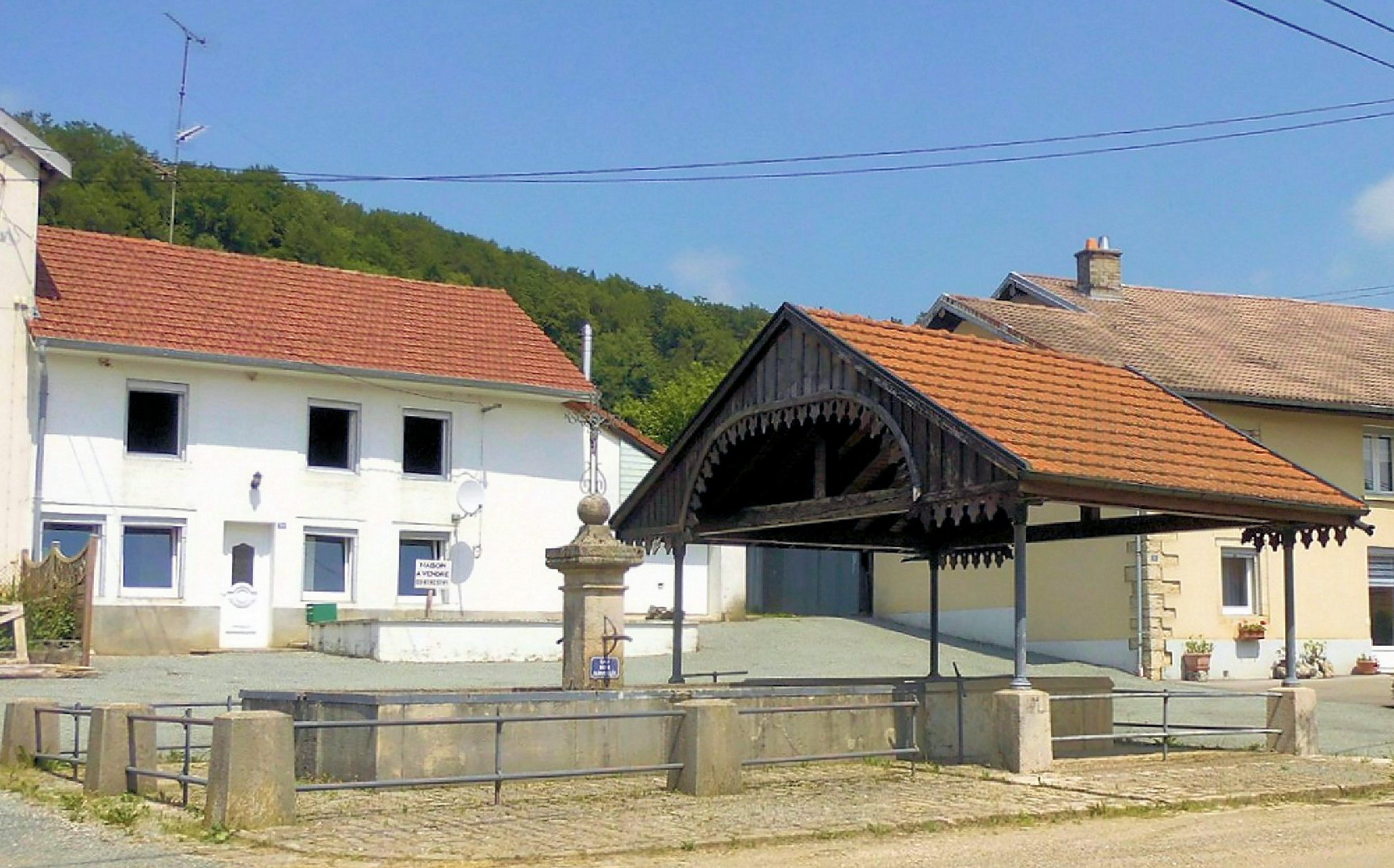
Lavoir in der Grande rue 28
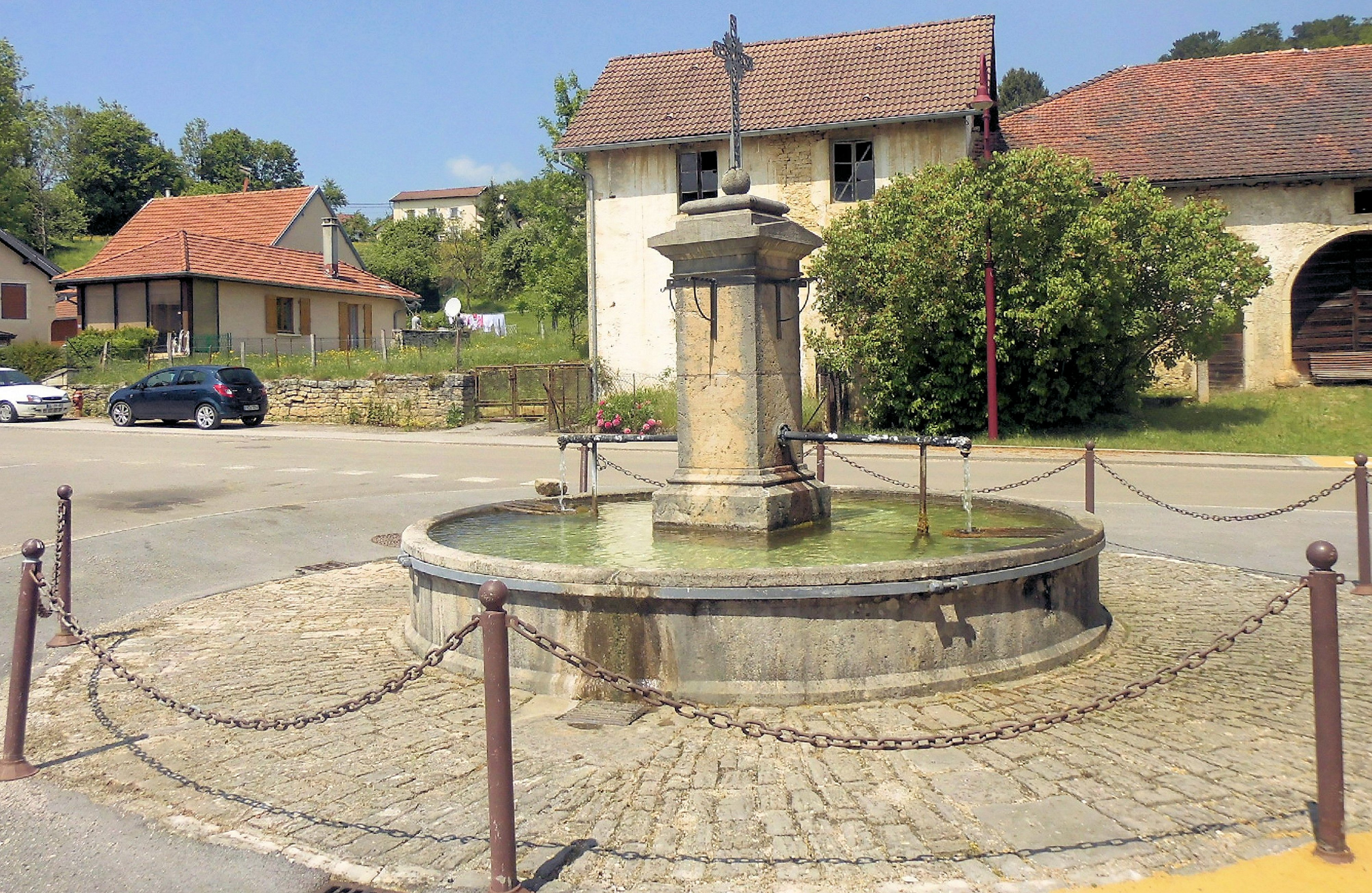
Brunnen in der Rue de l’église
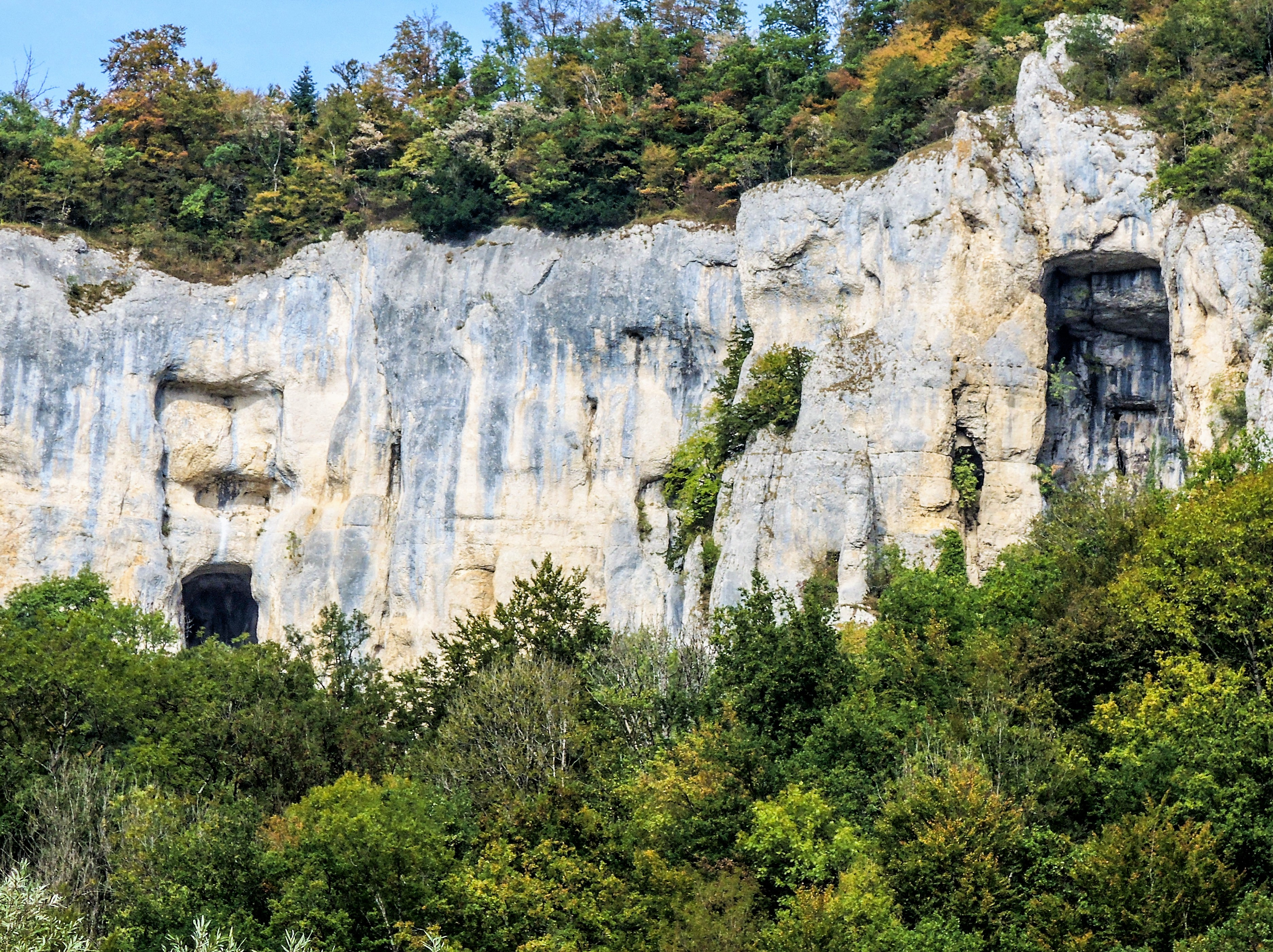
Grotte du Château de la Roche
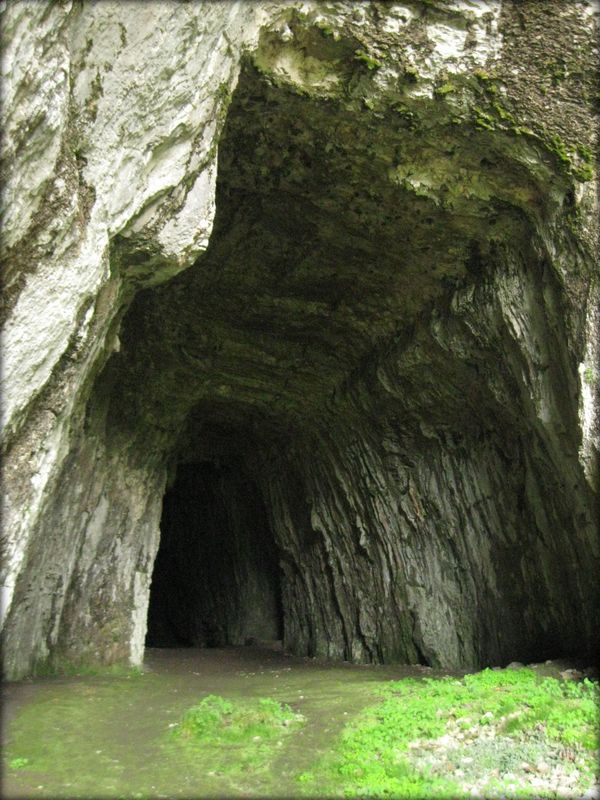
Grotte du Château de la Roche

## Bevölkerung
| Jahr                       | 1962 | 1968 | 1975 | 1982 | 1990 | 1999 | 2005 | 2016 |
| Einwohner                  | 336  | 300  | 282  | 306  | 310  | 328  | 361  | 377  |
| Quellen: Cassini und INSEE |      |      |      |      |      |      |      |      |

Mit 386 Einwohnern (Stand 1. Januar 2022) gehört Chamesol zu den kleinen Gemeinden des Départements Doubs. Nachdem die Einwohnerzahl in der ersten Hälfte des 20. Jahrhunderts markant abgenommen hatte (1886 wurden noch 882 Personen gezählt), wurde seit Beginn der 1980er Jahre wieder ein leichtes Bevölkerungswachstum verzeichnet.

## Wirtschaft und Infrastruktur
Chamesol war bis weit ins 20. Jahrhundert hinein ein vorwiegend durch die Landwirtschaft (Viehzucht und Milchwirtschaft, etwas Acker- und Obstbau) geprägtes Dorf. Daneben gibt es heute einige Betriebe des lokalen Kleingewerbes. Viele Erwerbstätige sind auch Wegpendler, die in den größeren Ortschaften der Umgebung ihrer Arbeit nachgehen.
Die Gemeinde liegt abseits der größeren Durchgangsstraßen an einer Departementsstraße, die von Saint-Hippolyte nach Pierrefontaine-lès-Blamont führt. Weitere Straßenverbindungen bestehen mit Montécheroux und Villars-lès-Blamont.